# كفر الشيخ مخلوف
قرية كفر الشيخ مخلوف هي إحدى القرى التابعة لمركز إيتاي البارود في محافظة البحيرة في جمهورية مصر العربية. حسب إحصاءات سنة 2006، بلغ إجمالي السكان في كفر الشيخ مخلوف 5896 نسمة، منهم 3009 رجل و2887 امرأة.